# Susan Morton Blaustein
Susan Morton Blaustein (* 22. März 1953 in Palo Alto) ist eine US-amerikanische Komponistin und Musikpädagogin.
Blaustein war am Pomona College Schülerin von Karl Kohn und studierte an der Yale School of Music bei Jacob Druckman, David Lewin und Betsy Jolas. Am Conservatoire Royal de Liège setzte sie ihr Studium bei Henri Pousseur fort und wurde dann Assistent Professor an der Columbia University. Sie komponierte Kammermusik, Orchester- und Chorwerke.

## Werke
- Intermezzo für Kontrabass solo, 1978
- The Moon has nothing to be sad about (Sylvia Plath) für Mezzosopran und Kammerensemble, 1978
- Canzo (Due Madrigali di Torquato Tasso) für Sopran und Kammensemble, 1979
- Fantasie for piano, 1980
- Commedia für Flöte, Oboe, Klarinette, Geige, Bratsche, Cello, Kontrabass und Perkussion, 1980
- Ricercate: String Quartet 1, 1981
- Romansa (La Espoza de Don Garcia) für Bariton und Klavier, 1982
- To Orpheus(Four Sonnets: Rilke) für gemischten Chor, 1982
- Sextet für Flöte, Klarinette, Geige, Cello, Klavier und Perkussion, 1983
- Concerto for cello and chamber orchestra, 1984
- Song of Songs (Cantata) für Mezzosopran, Tenor, Chor und Orchester, 1985
- Danae and Perseus für Mezzosopran, Altflöte und Harfe, 1986
- Out of Pandora's Box für Flöte solo, 1986
- From peony lands für Flöte, Oboe, Klarinette, Horn, Trompete, Posaune, Geige, Cello, Vibraphon und Klavier
- To Byzentium für Stimme und Orchester